# فرودگاه میلاس-بودروم
فرودگاه بین المللی میلاس-بودروم (به انگلیسی: Milas-Bodrum Airport) (به زبان بومی: Milas-Bodrum Havalimanı) یک فرودگاه همگانی با کد یاتا BJV است که یک باند فرود بتن دارد و طول باند آن ۳۰۰۰ متر است. این فرودگاه در شهر بودروم کشور ترکیه قرار دارد و در ارتفاع ۶ متری از سطح دریا واقع شده‌است.

## شرکت‌های هواپیمایی و مقصدهای پروازی
| شرکت‌های هواپیمایی                  | مقصدهای پروازی                                                             |
| ---------------------------------- | -------------------------------------------------------------------------- |
| ایر مولداوا                        | چارتر فصلی: کیشیناو                                                        |
| Anda Air                           | چارتر فصلی: کیف ژولیانی                                                    |
| اطلس گلوبال                        | آتاترک                                                                     |
| آسترین ایرلاینز                    | فصلی: وین                                                                  |
| آذربایجان ایرلاینز                 | فصلی: حیدر علی‌اف                                                           |
| براوو ایرویز                       | چارتر فصلی: کیف ژولیانی                                                    |
| Corendon Dutch Airlines            | اسخیپول آمستردام                                                           |
| ایزی‌جت                             | فصلی: بریستول، ادینبرو، جان لنون لیورپول، گاتویک، لوتن لندن، استانستد لندن |
| ادلوایس ایر                        | فصلی: زوریخ                                                                |
| انتر ایر                           | چارتر: کاتوویتس، پوزنان-لاویکا، شوپن ورشو، وروتسواف کوپرنیکوس              |
| یورو وینگز اجرا توسط جرمن‌وینگز     | فصلی: کلن بن                                                               |
| جت۲.کام                            | فصلی: گلاسگو (برقراری مجدد از ۳ مه ۲۰۱۸)، لیدز برادفورد، منچستر            |
| جت تایم                            | چارتر: کپنهاگ                                                              |
| لوفت‌هانزا                          | فصلی: فرانکفورت، مونیخ                                                     |
| لوکزایر                            | فصلی: لوگزامبورگ - فیندل                                                   |
| انور ایر                           | فصلی: آتاترک چارتر فصلی: لولئو                                             |
| پگاسوس ایرلاینز                    | اسن‌بوغا، صبیحه گوکچن فصلی: اسخیپول آمستردام، استانستد لندن                 |
| سان اکسپرس                         | آنتالیا، اوگوزلی، چهارشنبه سامسون، ترابزون                                 |
| سان‌اکسپرس دویچلند                  | دوسلدورف، هانوفر، مونیخ                                                    |
| Thomas Cook Airlines               | فصلی: گاتویک، منچستر                                                       |
| Thomson Airways                    | فصلی: گاتویک، منچستر                                                       |
| ترانساویا.کام                      | اسخیپول آمستردام                                                           |
| ترنسویا فرانس                      | اورلی                                                                      |
| تراول سرویس ایرلاینز               | فصلی: پراگ رازیون                                                          |
| TUI fly Belgium                    | فصلی: بروکسل، اوستند-بروگس                                                 |
| تی‌یوآی ایرلاینز نیدرلندز           | چارتر: اسخیپول آمستردام                                                    |
| ترکیش ایرلاینز                     | آتاترک، صبیحه گوکچن فصلی: کویت                                             |
| ترکیش ایرلاینز اجرا توسط آنادولوجت | اسن‌بوغا، آنتالیا                                                           |
| هواپیمایی بین‌المللی اوکراین        | چارتر فصلی: بوریسپیل                                                       |
| Windrose Airlines                  | چارتر فصلی: بوریسپیل                                                       |